# Münzstätte Dresden

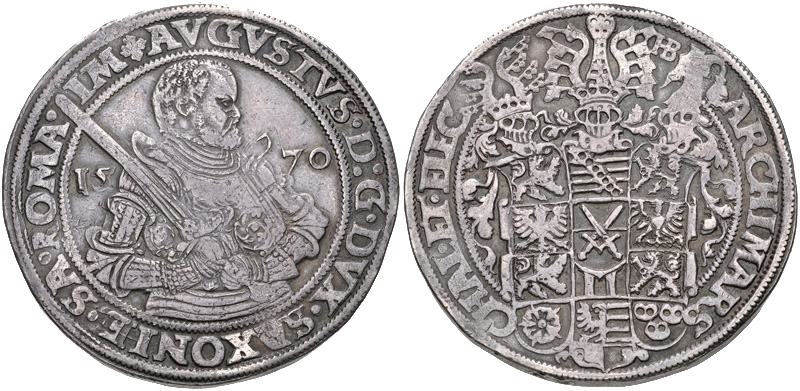
Kurfürst August, Guldengroschen 1570 Sächsische Talerwährung (1500–1571)#Ausprägung nach der Münzordnung vom 27. September 1558 unter Kurfürst August

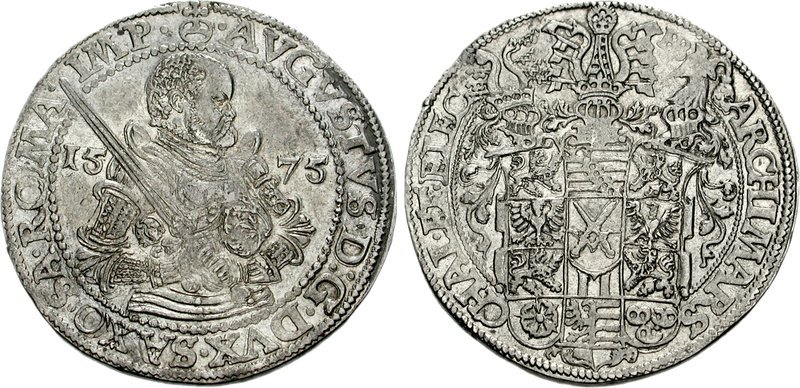
Kurfürst August, Reichstaler 1575. Über dem Kopf des Kurfürsten ist ein Reichsapfel zu sehen

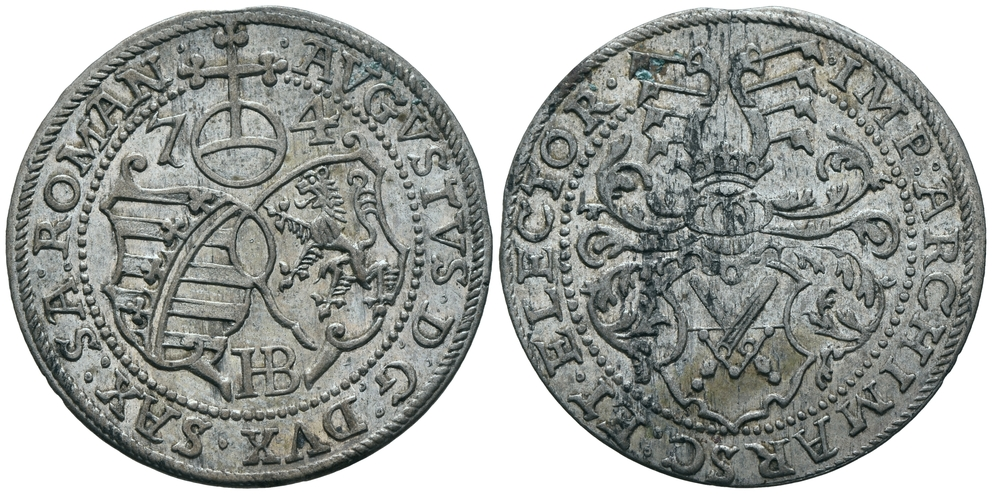
Kurfürst August, Reichstaler (Groschen) 1571

Die von Kurfürst August 1556 errichtete Münzstätte Dresden wurde nach Einziehung sämtlicher Landesmünzstätten einzige Münzstätte im Kurfürstentum Sachsen. Sie bestand bis 1887 und gehört somit im Wesentlichen in den Zeitabschnitt der dritten großen Periode der sächsischen Münzgeschichte.

## Geschichte
Bereits 1311 wird ein Nicolaus quondam magister monetae in Dresden erwähnt, jedoch ohne Bezug auf eine Münzstätte. Ein Münzhof in Dresden an der Kreuzkirche ist 1414 in einer Schenkungsurkunde erstmals bezeugt. Darin wird von „einer Schenkung eines Meisters Franz von Dippoldiswalde für einen Altar in der heiligen Kreuzkapelle, bestehend in einem Hause hinter dem heiligen Kreuz bei der Münze gelegen, berichtet“. Mittelalterliche Münzen aus einer markgräflich-meißnischen Münzstätte Dresden sind dennoch nicht bekannt.

### Errichtung der Münzstätte unter Kurfürst August

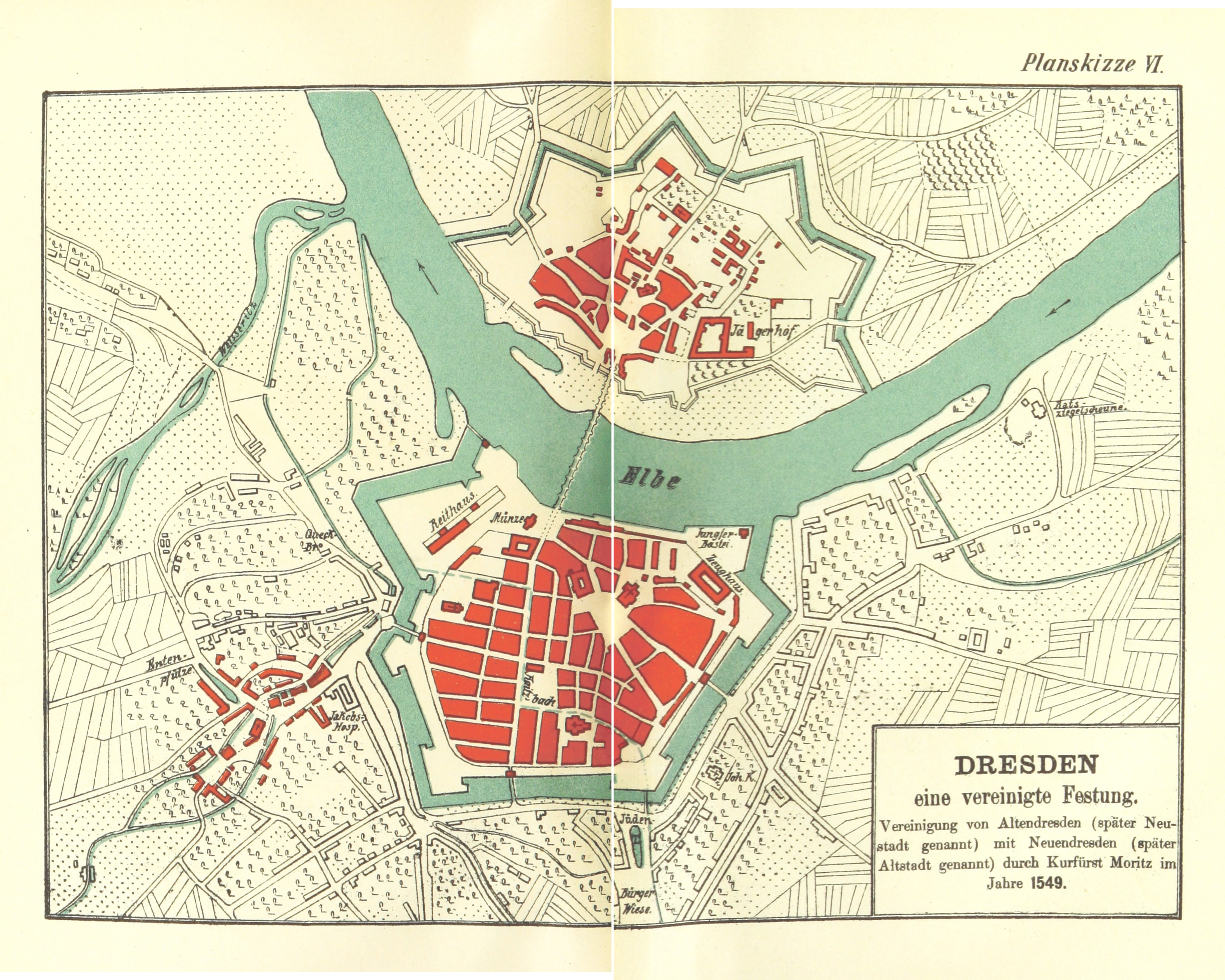
Dresden 1549 mit der eingezeichneten Münze nahe dem Schloss und der Elbbrücke

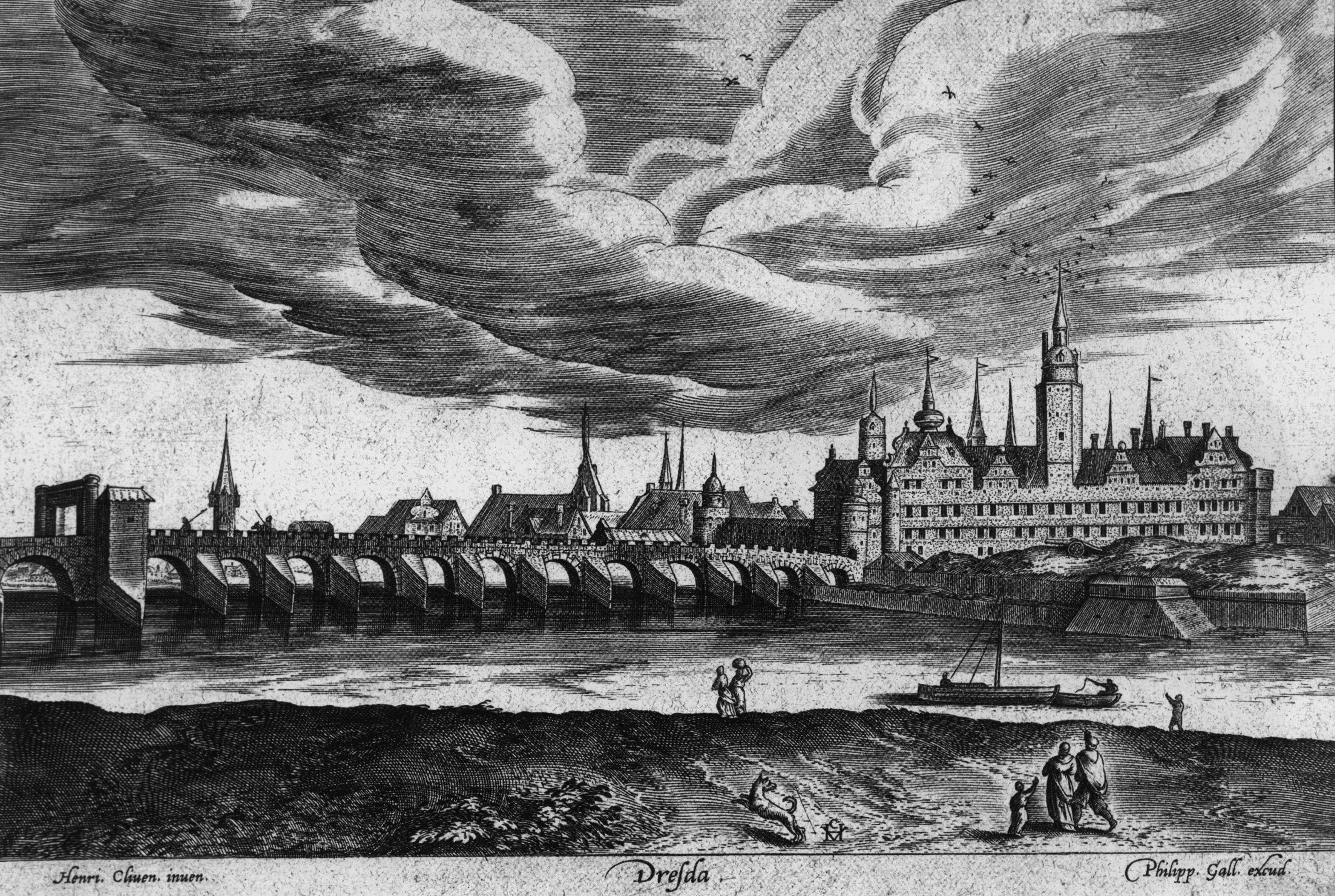
Das Residenzschloss 1550. In die unmittelbare Nähe des Schlosses wurde 1556 die bisherige Landeshauptmünzstätte Freiberg verlegt.

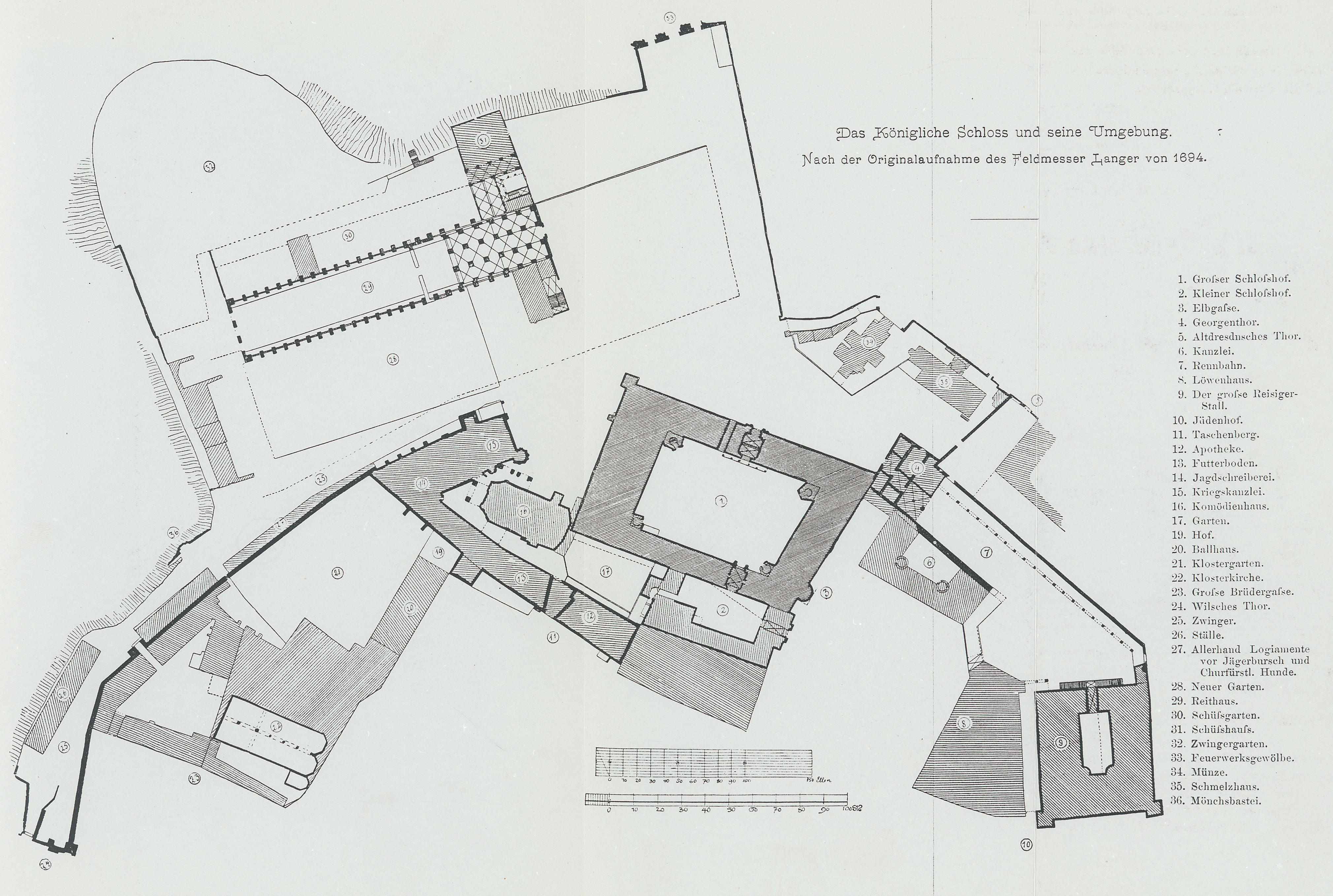
Dresden 1694 mit der Münze (Nr. 34) nördlich des Schloss, wo heute die Katholische Hofkirche steht

Kurfürst August (1553–1586) stellte bei der von ihm insgeheim veranlassten Überprüfung der Münzen seiner Münzstätten Freiberg, Annaberg und Schneeberg fest, dass die Münzmeister den Feinsilbergehalt der Guldengroschen (Taler) eigenmächtig verringert hatten. Nach der sächsischen Münzordnung von 1549 (Münzfuß von 1549 bis 1558) war für den Guldengroschen der Feingehalt mit 14 Lot 8 Grän (= 902,78/1000) vorgeschrieben. Größenangaben der Abminderung des Silbergehaltes wurden nicht bekannt. Der Kurfürst ließ daraufhin alle Landesmünzen schließen und verlegte sie in eine einzige Münze nach Dresden in die unmittelbare Nähe seines Residenzschlosses, um über die Richtigkeit von Schrot und Korn besser wachen zu können.
Die 1556 nach Dresden verlegte Münzstätte Freiberg war seit dem 13. Jahrhundert sächsische Hauptmünzstätte. Die Annaberger Münzstätte wurde 1557 zunächst ins dortige Kloster zurück verlegt, bevor sie 1558 ebenfalls mit der Dresdner Münze vereinigt wurde. Die Schneeberger Münzstätte war noch bis 1571 in Betrieb, belegt durch das Schneeberger Münzmeisterzeichen T. Die Münzstätte in Zwickau war bereits seit 1534 und die in Buchholz seit 1553 geschlossen. Die schon seit langem ruhende Münzstätte Leipzig ließ der Kurfürst 1571 stilllegen. Damit war die Dresdner Münze seit fast 100 Jahren einzige Münzstätte im Kurfürstentum Sachsen.
Über das Personal der Dresdner Münze, in der Zeit als Kurfürst August im Zuge seiner umfassenden Reformen auch das Münzwesen reorganisierte, berichten die Gebrüder Erbstein:

„Münzmeister unter Kurfürst August waren […] in Dresden, wo, wie oben bemerkt, 1556 ein neues Münzgebäude errichtet wurde […]: Hans Biener (Büner) aus Joachimsthal, der (vielleicht identisch mit dem 1543 vorkommenden Annaberger Bürger gleichen Namens) 1553 als Hülfsgenosse des Münzmeisters Andreas Alnpeck in Freiberg erwähnt sich findet und mit der Verlegung der dortigen Münze 1556 nach Dresden kam. Hier wurde er zunächst 3. Oktober 1556 als Verwalter der Münze bestellt, als welcher er am 9. Juli 1558 eine neue Bestallung erhielt. Später hatte er den Titel Münzmeister, und als solcher war er bis in das Quartal Luciae 1604 tätig. Er starb 1604. Sein Zeichen HB findet sich erstmals 1557 und noch auf Münzen von 1605 […]. Als Wardein und geschworener Probirer in der Münze zu Dresden wurde gleichzeitig mit Biener (3. Oktober 1556) Caspar Hase bestallt, der vorher (schon seit 1547) als Wardein zu Freiberg genannt sich findet und seinem Dresdner Amte noch 1582 vorstand, während damals hier Johann Ludewig Frank als Münz-Schmiedemeister, Kilian Prager als Eisenschneider (Münzgraveur) und Matthes Urban als Münzdrucker angestellt waren.“

Der Wardein hatte das zur Vermünzung eingelieferte Metall und die daraus geprägten Münzen auf ihren Feingehalt zu prüfen und war Gehilfe und Stellvertreter des Münzmeisters. Den 10 Reichskreisen, in denen das Heilige Römische Reich Deutscher Nation eingeteilt war, oblag die Kontrolle über die Einhaltung der Reichsmünzordnung, der Kurfürst August 1571 beigetreten war. Die Reichsmünzordnung schrieb für jeden Reichskreis einen Generalwardein vor. Im Obersächsischen Reichskreis, zu dem hauptsächlich Sachsen, Thüringen und Brandenburg gehörten, bekleidete meist der kursächsische Münzmeister die Stelle des Generalwardeins.
Neben der Münzproduktion entwickelte sich die Dresdner Münze zu einem bedeutenden Zentrum der Medaillenkunst.

### Kipper- und Wipperzeit

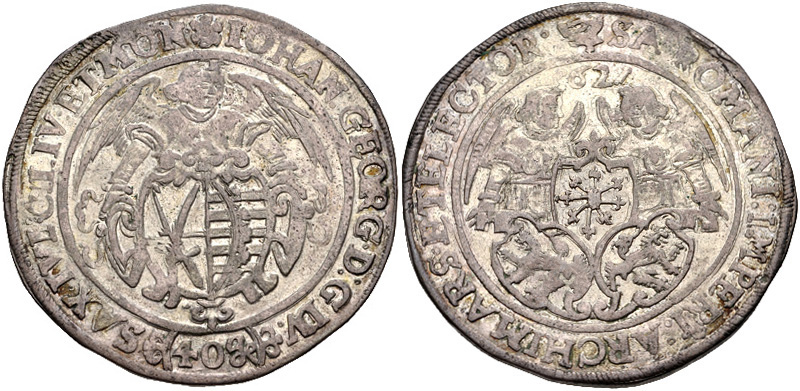
Kurfürst Johann Georg I., 40 Groschen (Kippertaler zu 40 Groschen) 1621, Münzstätte Dresden

In der Zeit der Geldverfälschung, der Kipper- und Wipperzeit, wurde die Monopolstellung der Münzstätte Dresden mit der Errichtung von Kippermünzstätten durchbrochen. Beispiele dafür sind die Münzstätten Annaberg, Grünthal, Leipzig, Langensalza, Sangerhausen und Zwickau.
Der Dresdner Münzmeister Heinrich von Rehnen weigerte sich anfangs verfälschte Münzen auszubringen und gab dafür sein Münzmeisterzeichen nicht eher her, als bis er aus seiner, dem Obersächsischen Kreis abgelegten Dienstpflicht entbunden war. Die in Dresden von 1620 bis 1623 geprägten Kippermünzen sind Dreier, Schreckenberger, Groschen, 2-, 5-, 8-, 10-, 20-, 30-, 40- und 60-Groschenstücke (Kippertaler zu 60 Groschen) mit den Münzmeisterzeichen Schwan und auffliegendem Schwan.
Spätere Münzwirren führten 1666 zum kurzzeitigen Betrieb der Münzstätte Bautzen für die Prägung von Landmünzen für die Oberlausitz und 1669 zur Wiedererrichtung der Münzstätte Leipzig, die mit Unterbrechungen bis 1765 in Betrieb war.

### Errichtung einer Nebenmünzstätte
Ab 1804 erfolgte die gesamte Kupferausmünzung für Sachsen in der Münzstätte Grünthal, die sich im „Althammer“ der Saigerhütte Grünthal befand und als Nebenmünzstätte der Dresdner Münze Heller, Pfennige, Dreier und 4-Pfennig-Stücke bis 1825 prägte. Nach Einführung der Ringprägung musste die Herstellung der Kupfermünzen wieder nach Dresden zurückverlegt werden, da in Grünthal die technische Voraussetzung für die Prägung im Ring fehlte.

### Verlegung innerhalb Dresdens

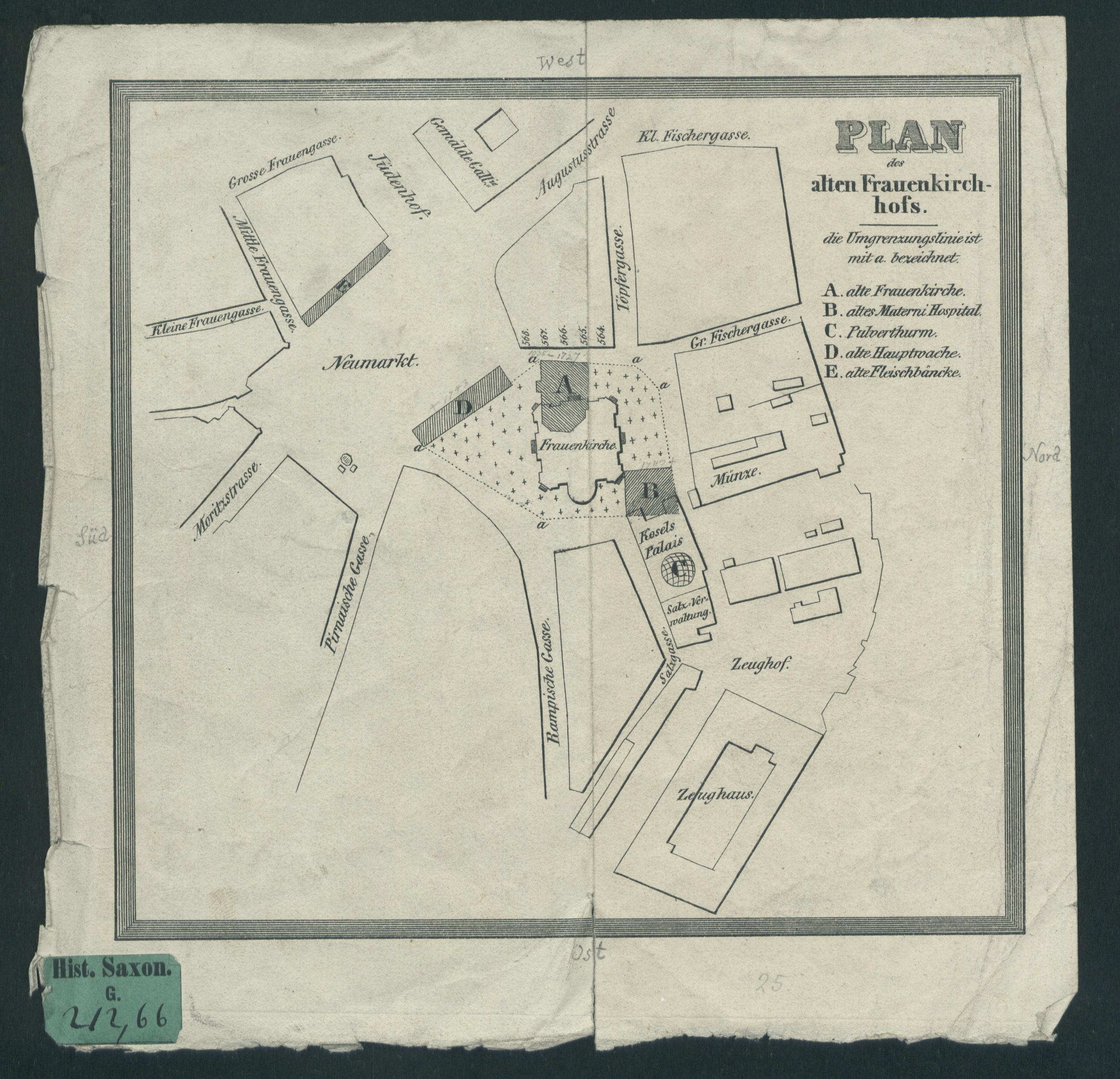
Die Münze an der Frauenkirche auf einem Plan von ca. 1750

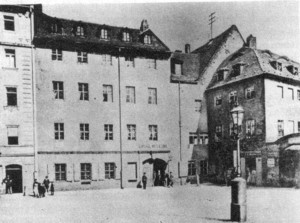
Die Münze an der Frauenkirche 1883

Der Bau der Katholischen Hofkirche zwischen Elbbrücke und Schloss erforderte 1738 den Abriss der alten, neben dem Elbtor gelegenen Münzgebäude. Die neue Münze nahm bereits 1737 ihren Betrieb auf. Sie befand sich hinter der Frauenkirche und dem Kirchhof „zwischen der Großen Fischer- und der Salzgasse im Haus Nr. 633 (nach Abschaffung der durchgehenden Nummerierung: An der Frauenkirche 10), einem dreistöckigen Gebäude in unmittelbarer Nähe der Kasematten, der heutigen Brühlschen Terrasse.“
Die Münze hinter der Frauenkirche ist in August Schumanns Staatslexikon 1815 beschrieben:

„Die Münze, das Münzhaus. Dieses hinter der Frauenkirche liegende Gebäude gränzt an den eben beschriebenen Bauhof und wurde im J. 1738 erbaut. […] Noch jetzt ist die Dresdner Münze die einzige im Lande und liefert alle Münzsorten aus Silber. Die aus Kupfer werden in der Saigerhütte Grünthal ausgeprägt. Das im Erzgebirge gewonnene Silber bringt der sogenannte Silberwagen aller 14 Tage nach Dresden. […] Sowohl das Schmelzen des Silbers als auch das Prägen des selben geschieht in der Münze selbst, das Strecken und Schneiden der Platten aber im Silberhammer an der Zwingerbrücke […]. Die Streck- und Schneidmaschinen wurden von dem Oberkunstbaumeister Baldauf aus Freiberg vermehrt und verbessert. […] Die Münze ist besonder wegen des sinnreich angelegten Roßwerks sehenswerth, auf welchem bei Wassermangel durch 4 Pferde das Ziehen und Strecken der Münzzähne und Platten geschieht.“

Im Jahr 1872 begann die Dresdner Münze im Auftrag des Reiches zu prägen. Gleichzeitig wurde das Münzmeisterzeichen für die Münzen des Königreichs Sachsen durch das Münzzeichen E ersetzt. Mit der Ausgabe der neuen Markmünzen in Gold und Silber endete die sächsische Münzgeschichte, wenn auch in Sachsen weiterhin Münzen geprägt wurden. Die Münzstätte bestand bis 1887.

### Verlegung nach Muldenhütten

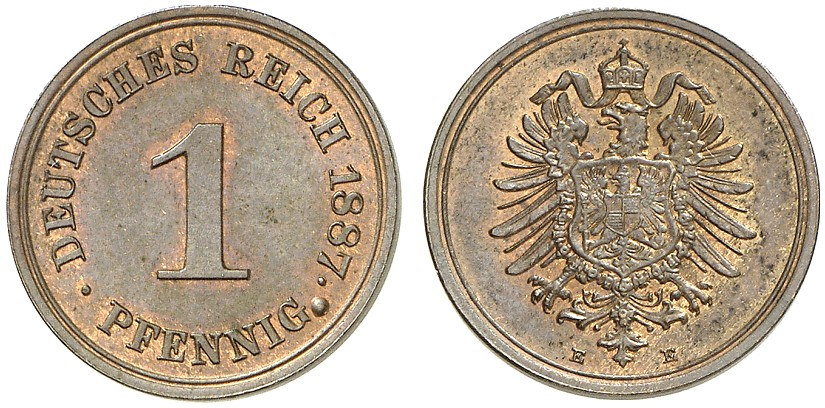
„allerletzte Einpfenniger“

Im Jahr 1876 hatte die Münzprägung ihren Höhepunkt erreicht. Der Münzbetrieb begann danach abzuflauen. Viele Arbeiter mussten entlassen werden.
Die letzten Münzen wurden am 5. Februar 1887 geprägt und waren Pfennige. Münzmeister Buschick ließ zwei Tage danach noch 25 Einpfennigstücke der Jahreszahl 1887 mit einem großen Punkt hinter dem Wort PFENNIG als Erkennungszeichen für die „allerletzten Einpfenniger“ prägen.
Durch den Abbruch der Münze mit Nachbarhäusern wurde der Bauplatz geschaffen für die bis 1894 nach Plänen von Constantin Lipsius errichtete Königlich Sächsische Kunstakademie, heute Sitz der Hochschule für Bildende Künste Dresden. Der Straße, die dieses Gebäude westlich begrenzt, trägt bereits seit 1849 nach der Münzstätte den Namen Münzgasse.
Die neue Münzstätte Muldenhütten nahm bereits 1887 ihren Betrieb auf und verrichtete ihre Tätigkeit bis 1953.

## Die Münzen der Münzstätte

### Sächsischer Münzfuß 1549–1558 / 1558–1571
Von 1549 bis 1558 erfolgte nach sächsischer Münzordnung die Ausprägung aus der feinen Mark zu
8,86 Guldengroschen und von 1558 bis 1571 zu 9,93 Guldengroschen.
In der Dresdner Münze wurden seit ihrer Gründung bis zur Einführung der Reichsmünzordnung im Kurfürstentum Sachsen im Jahr 1571 Pfennige, Dreier, Groschen, Spitzgroschen, Schreckenberger 1⁄8-, 1⁄4-, 1⁄2 Taler, Taler (Guldengroschen), Goldgulden und Doppelgoldgulden geprägt.
- Talermünzen nach dem sächsischen Münzfuß 1558–1571

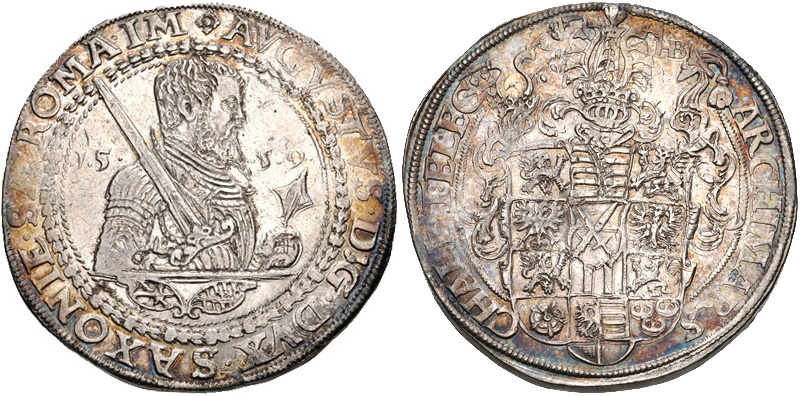
Kurfürst August, Guldengroschen, 1559
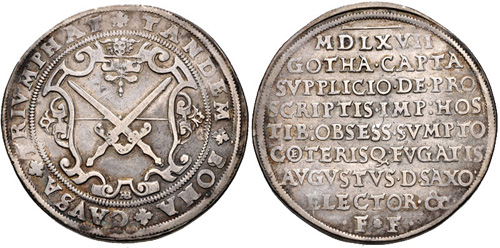
Kurfürst August, Taler (Guldengroschen) 1567, auf die Einnahme von Gotha

### Reichsmünzfuß 1571–1667
Nach dem Beitritt Sachsens zur Augsburger Reichsmünzordnung von 1559 am 8. April 1571 bis zur Einführung des Zinnaischen Münzfußes im Jahr 1667, prägte die Münze fast alle vorher genannten Nominale außer Spitzgroschen und Schreckenberger. Hinzu kamen Heller, Kreuzer, 1⁄48-, 1⁄24-, 1 1⁄2-, 2-, 3- und 4 Taler und die Goldmünzen 1⁄2 Dukaten, Dukaten, 2 Dukaten, 4 Dukaten.
Die Goldmünzen, die nach dem Beitritt Kursachsens zur Reichsmünzordnung  weiterhin geprägt wurden gehören nicht zu den sächsischen Nominalen der Reichsmünzordnung. Der goldene Reichsgulden zu 21 Groschen von 1584 ist eine ausgeprägte Rechnungsmünze.
Die von 1620 bis 1623 geprägten Kippermünzen waren Landmünzen die nicht der Reichsmünzordnung entsprechen mussten, was auch tatsächlich der Fall war.
- Talermünzen nach dem Reichsmünzfuß:

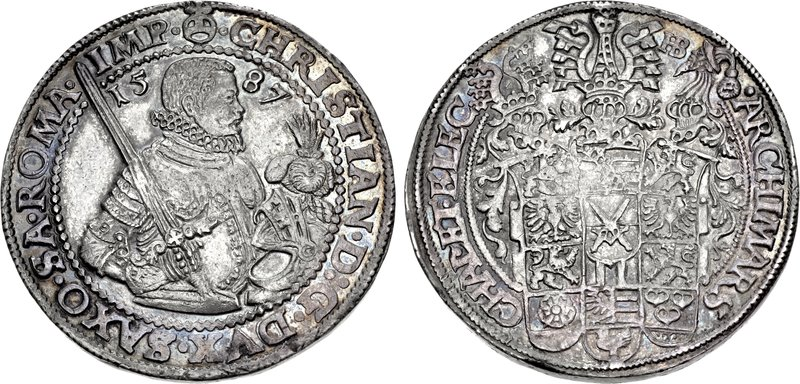
Kurfürst Christian I., Reichstaler 1587
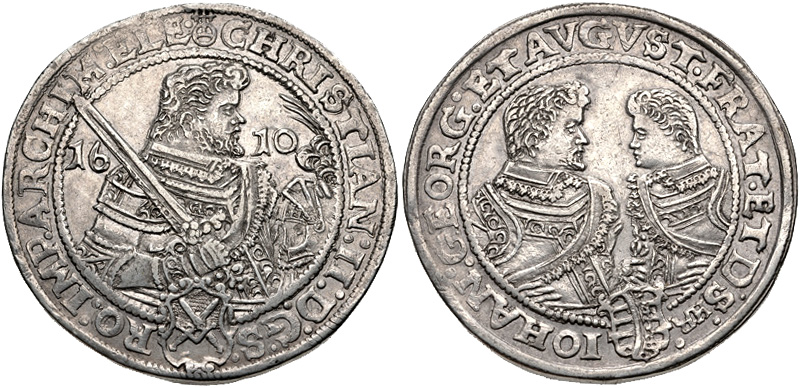
Dreibrüdertaler 1610, Kurfürst Cristian II. mit seinen Brüdern
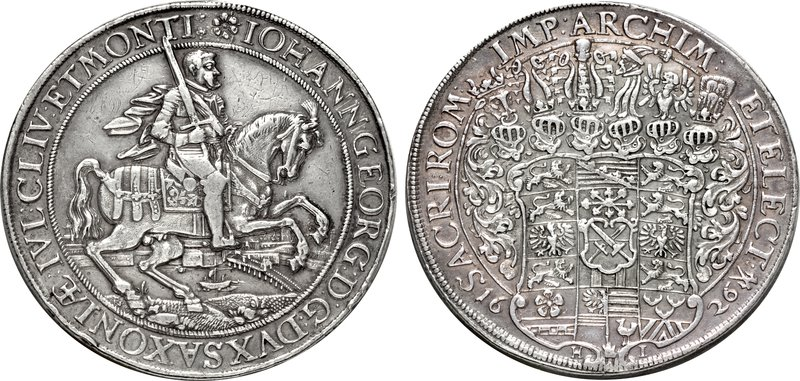
Kurfürst Johann Georg I., Dreifachtaler 1626
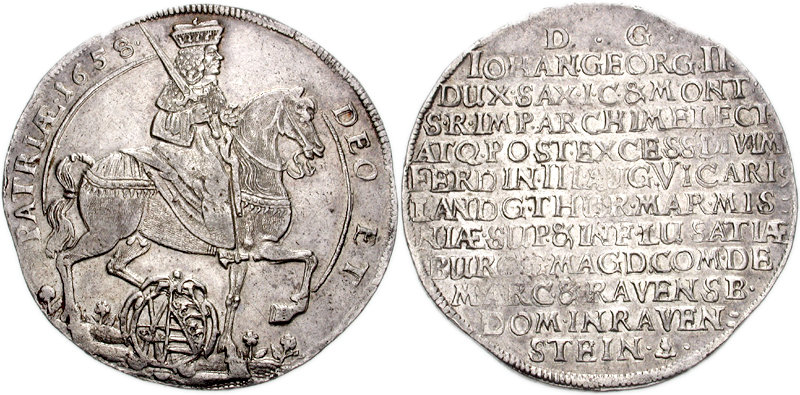
Kurfürst Johann Georg II., Vikariatstaler 1658
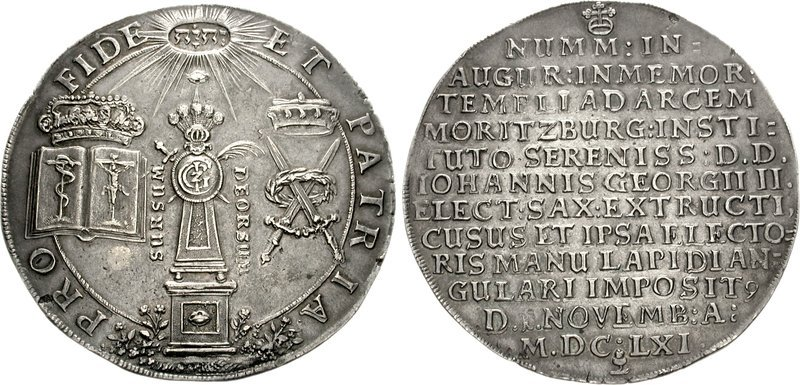
Kurfürst Johann Georg II., Schautaler zur Grundsteinlegung der Kapelle im Schloss Moritzburg bei Dresden, Reichsdoppeltaler 1661
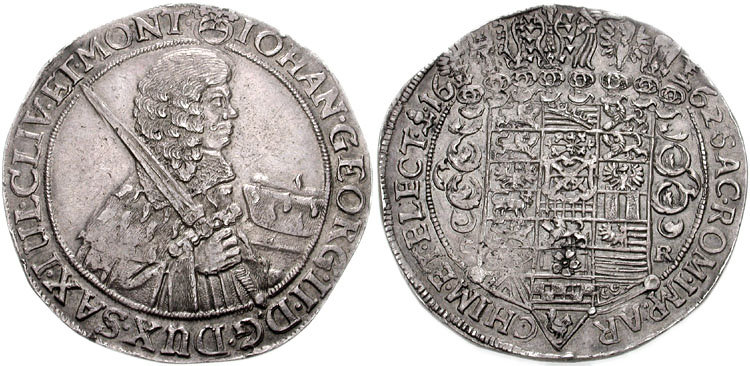
Kurfürst Johann Georg II., Erbländischer Taler (breiter Taler, Reichstaler) 1662

### Zinnaischer Münzfuß und Leipziger Münzfuß 1667–1690 / 1690–1763

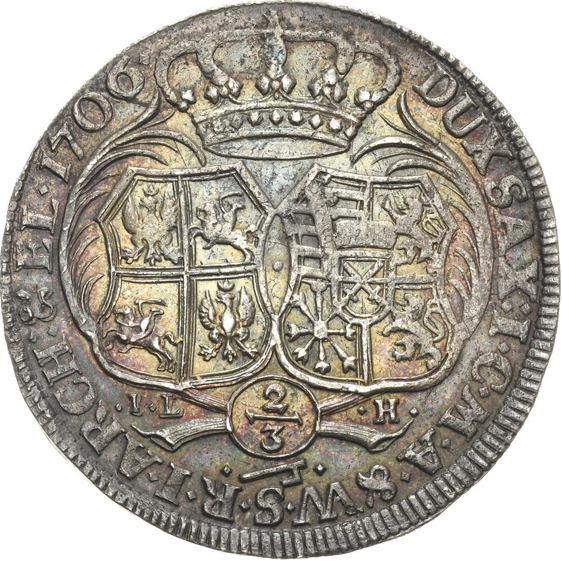
Coselgulden von 1706, Rückseite

Ab 1667 prägte die Münze nach dem Zinnaischen und ab 1690 nach dem Leipziger Fuß. Die Ausmünzung der Speziesreichstaler erfolgte weiterhin nach der Reichsmünzordnung.
Von 1667 bis zur Einführung des Konventionsfußes im Jahr 1763 wurden die vorher genannten Nominale geprägt und zusätzlich 1⁄12 Taler, 1⁄6 Taler (= 15 Kreuzer), 1⁄3 Taler (= 8 Groschen), 2⁄3 Taler (Gulden), Speciesreichstaler, 1⁄4-, 1 1⁄2-, 3- und 5 Dukaten.
Es entstanden zwei Talerbegriffe: der Kuranttaler oder Taler courant zu 24 Groschen und der Speciesreichstaler oder Reichstaler in specie zu 28 Groschen und ab 1690 zu 32 Groschen. Den Taler zu 24 Groschen behielt man als Kuranttaler bei, ohne ihn auszuprägen. Der Taler, auch Zähltaler genannt, war nur Verrechnungseinheit. Einige wenige Gedenkprägungen waren in Kursachsen die Ausnahme.
- Talermünzen nach Einführung des Zinnaischen Fußes und des Leipziger Fußes, Speciesreichstaler weiterhin nach dem Reichsfuß:

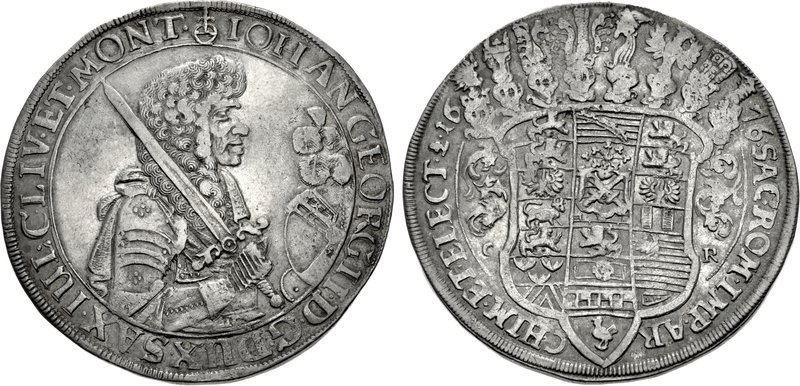
Kurfürst Johann Georg II., Gesamttaler (Speciesreichstaler) 1676 (Gesamttaler siehe Erbländischer Taler)
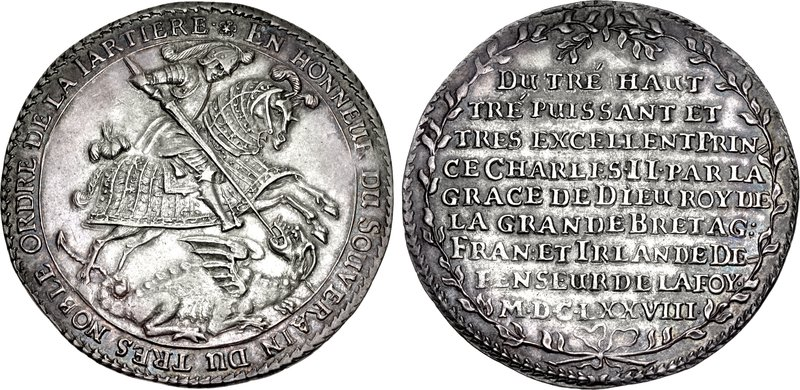
Kurfürst Johann Georg II., Kuranttaler 1678, Hosenbandtaler (die Kuranttaler wurden nur ausnahmsweise geprägt)
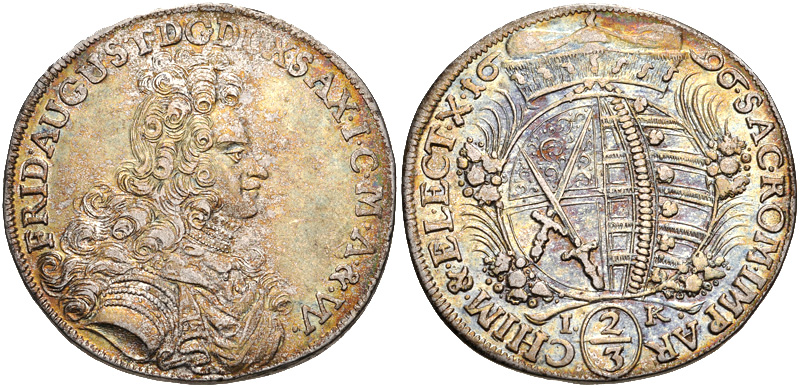
Kurfürst Friedrich August I. (August der Starke), 2⁄3 Kuranttaler (Gulden) 1696
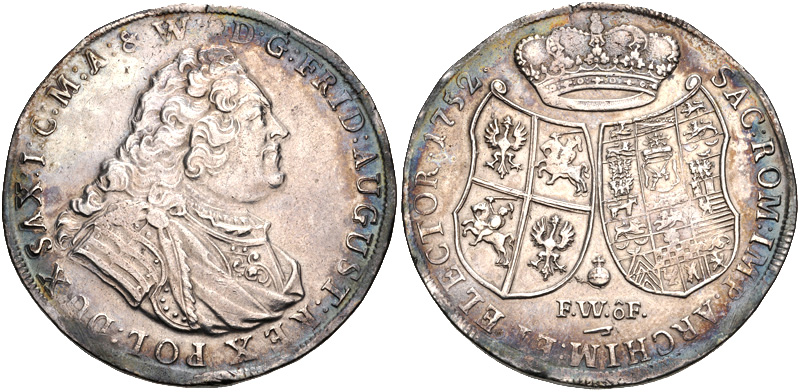
König August III. (Kurfürst Friedrich August II.), Speciesreichstaler 1752

### Wechseltalerfuß 1670/71
In den Jahren 1670/1671 wurden Wechseltaler und deren Teilstücke im Wechseltalerfuß geschlagen (siehe dazu den Artikel „Wechseltaler“).

### Konventionsfuß 1763–1838
Nach der Einführung des Konventionsfußes prägte die Münze von 1763 bis 1838 1⁄48-, 1⁄24-, 1⁄12-, 1⁄6-, 1⁄3-, 2⁄3 Taler und  Konventionsspeciestaler. Goldmünzen sind Dukaten, 5- und 10 Taler. Weitere Gepräge sind Heller, Pfennige, 3-, 4- und 8 Pfennige. Gerechnet wurde in Konventionskurant: Der Taler (Reichstaler) als Rechnungsmünze zu 24 Guten Groschen, der nicht ausgeprägt wurde.
Die Prägung von Prämientalern, in Sachsen die sächsischen Prämientaler, mit denen verdienstvolle Landeskinder auf wirtschaftlichem oder künstlerischem Gebiet ausgezeichnet wurden, war eine der Maßnahmen, die zu außergewöhnlichen Leistungen anspornen sollte. Die Auszeichnung mit der Vergabe von Prämientalern war eine von vielen Maßnahmen zur Überwindung ökonomischer und kultureller Nöte des Landes. 
Wenn man davon ausgeht, dass die ersten sächsischen Münzen, die mittelalterlichen Hochrandpfennige, ihren aufgewölbten Münzrand im Gebrauch und nicht in einer Münzstätte erhalten haben, erfolgte die erste Randgestaltung am äußeren Rand von Silbermünzen 1763. Die Schrötlinge für die Herstellung der Taler und der silbernen Gulden hatten erstmals vor dem Prägen eine Randverzierung, einem sogenannten Laubrand. Die Randgestaltung war nicht nur Zierde, sondern sollte auch die Beschneidung des Münzrandes verhindern. 
- Talermünzen nach dem Konventionsfuß (1763–1838):

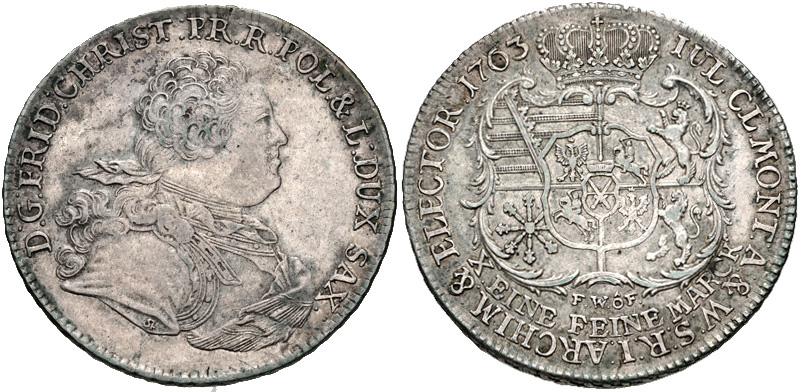
Kurfürst Friedrich Christian, Konventionsspeciestaler 1763 (X EINE FEINE MARCK)
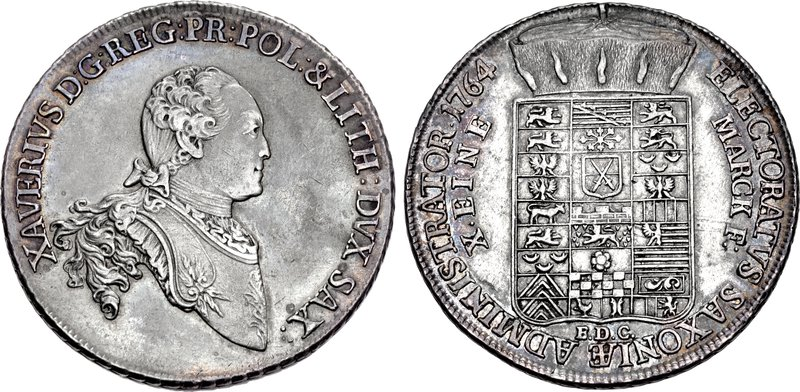
Administrator Franz Xaver, Konventionsspeciestaler 1764 (X EINE MARCK F.)

### 14-Taler-Fuß 1839–1856

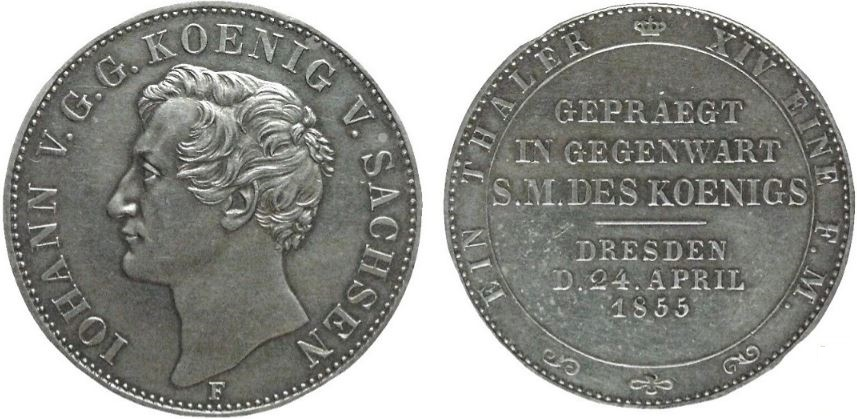
Münzbesuchstaler, geprägt anlässlich des Besuchs der Münze durch den König 1855 (EIN THALER XIV EINE F. M.)

Nach Anschluss des Königreichs Sachsen an die Dresdner Münzkonvention im Jahr 1838 und Einführung des 14-Taler-Fußes wurden Pfennige, 2- und 3 Pfennige, 1⁄2 Neugroschen, Neugroschen, 2 Neugroschen, 1⁄6 Taler, 1⁄3 Taler, Taler (Vereinstaler) und Doppeltaler geprägt. Goldmünzen sind 2 1⁄2-, 5- und 10 Taler.
Der Vereinstaler wurde in 30 Neugroschen = 300 Pfennige unterteilt.
Ein Neugroschen (Abkürzung Ngr.) ist eine von 1841 bis 1873 geprägte sächsische Scheidemünze mit der Aufschrift „Neugroschen“.

### 30-Taler-Fuß 1857–1871 (1872)

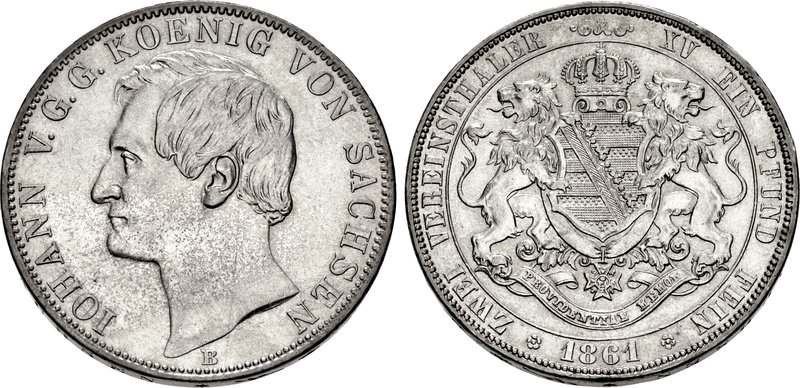
König Johann, Doppeltaler 1861 (ZWEI VEREINSTHALER XV EIN PFUND FEIN)

Am 24. Januar 1857 einigten sich die Zollvereinsstaaten mit Österreich und Liechtenstein einen gemeinsamen Vereinstaler auszugeben. Das Zollfund zu 500 g wurde eingeführt, aus dem 30 Vereinstaler geprägt wurden. Bis zur Einführung der Reichswährung erfolgte die Münzprägung nach diesem Münzfuß.
Geprägt wurden Pfennige, 2- und 5 Pfennige, Neugroschen, 2 Neugroschen, 1⁄6 Taler, 1⁄3 Taler, Taler (Vereinstaler) und Doppeltaler. Goldmünzen sind 1⁄2- und 1 Krone.
Mit der Einführung der Reichswährung wurden nach dem Reichsmünzgesetz vom 4. Dezember 1871 und 9. Juli 1873 im Auftrag des Reiches alle Nominale in der Dresdner Münze geprägt.

### Im Auftrag anderer deutscher Länder
Ab 1826 prägte die Münze zeitweise auch Münzen im Auftrag anderer deutscher Staaten:
- Für das Herzogtum Sachsen-Coburg und Gotha von 1826 bis 1827 ohne Mmz., nach der im Jahre 1838 erfolgten Schließung der Münzstätte Gotha von 1841 bis 1872 mit Mmz. G, F, B und Mzz. E.
- 1841–1869 für das Herzogtum Sachsen-Altenburg, Mmz. G, F, B
- 1872 für das Großherzogtum Mecklenburg-Schwerin, Mmz. B
- 1872 für das Großherzogtum Mecklenburg-Strelitz, Mmz. B

### Vikariatsmünzen

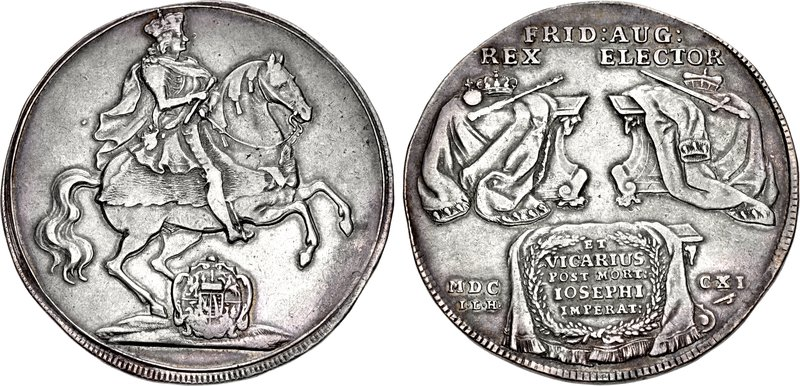
Kurfürst Friedrich August I., Vikariatstaler 1711

Vikariatsmünzen sind solche Münzen, die während der Erledigung des Kaiserthrons von den Kurfürsten von Sachsen für Nord- und den Kurfürsten von der Pfalz für Süddeutschland als Stellvertreter (Vikare) des Kaisers geschlagen wurden und dies durch Bild und Schrift kenntlich machten.
Sächsische Vikariatsmünzen wurden von 1612 bis 1792 in acht Vikariatsfällen in verschiedenen Nominalen vom Vikariatsgroschen bis zum Taler und Doppeltaler und Goldmünzen bis zum Mehrfachdukaten geprägt. Sie zeigen meist den Kurfürsten zu Pferd und die erläuternde Inschrift oder den leerstehenden Kaiserthron oder den Reichsadler mit kursächsischem Herzschild. Außerdem ist der Titel des Reichsvikars mit PROVISOR ET VICARIUS oder ähnlich angegeben.
Sämtliche Vikariatsmünzen Sachsens mit Münzmeisterzeichen wurden in der Dresdner Münze geprägt. Dukaten von 1711 auf das Vikariat Augusts des Starken ohne Münzmeisterzeichen könnten auch aus der Münzstätte Leipzig stammen.

## Münzmeister der Münzstätte Dresden
| Münzmeister               | von  | bis  | Münzmeisterzeichen                                      | Bemerkung                                                                                       |
| ------------------------- | ---- | ---- | ------------------------------------------------------- | ----------------------------------------------------------------------------------------------- |
| Hans Biener               | 1556 | 1604 | HB, auch ohne                                           | ab 1556 Verwalter, später Münzmeister, ab 1557 und noch 1605 auch mit HB († 1604)               |
| Heinrich von Rehnen       | 1605 | 1624 | HR, stehender Schwan, auffliegender Schwan              | ab 1558 bis 1603 als Münzmeister in kurbrandenburgischen Diensten                               |
| Hans Jakob                | 1624 | 1635 | H I, gekreuzte Zainhaken                                |                                                                                                 |
| Cornelius Mende           | 1635 |      | C M                                                     |                                                                                                 |
| Sebald Dirleber           | 1635 | 1640 | S D                                                     | aus St. Joachimsthal, kaiserl. Münzwart zu Prag, danach kursächs. Münzmeister                   |
| Constantin Rothe          | 1640 | 1678 | C R, Eichel am Zweig                                    | 1668 wurde auch mit Stempeln der Münzstätte Bautzen für die Oberlausitz geprägt                 |
| Christoph Fischer         | 1678 | 1686 | C F, zwei, mit dem Rücken gegeneinander gekehrte Fische | 1655–1668 kursächs. und herzogl. sachsen-weimarisch. Generalwardein; Enkel von Christoph Preuße |
| ohne Münzmeister          | 1686 | 1688 | ohne Münzmeisterzeichen                                 | Versorgung durch den Münzschreiber und Nachfolger                                               |
| Johann Koch               | 1688 | 1698 | I K, gekreuzte Pfeile                                   |                                                                                                 |
| Johann Lorenz Holland     | 1698 | 1716 | I L H, Zainhaken                                        |                                                                                                 |
| Johann Georg Schomburg    | 1716 | 1734 | I G S                                                   | bestattet am 9. Oktober 1745 in Dresden                                                         |
| Friedrich Wilhelm ô Feral | 1734 | 1756 | F W ô F                                                 | geboren um 1705, bestattet am 5. Februar 1764 in Dresden. Schwager von Johann Georg Schomburg.  |
| Johann David Billert      | 1756 | 1757 | I D B, B, auch ohne                                     | unter preußischer Verwaltung                                                                    |
| Friedrich Wilhelm ô Feral | 1757 | 1763 | F W ô F, ô F, auch ohne                                 | geboren um 1705, bestattet am 5. Februar 1764 in Dresden. Schwager von Johann Georg Schomburg.  |
| Ernst Dietrich Croll      | 1763 | 1778 | E D C, E C                                              | 1753–1763 auch Münzstätte Leipzig                                                               |
| Johann Ernst Croll        | 1779 | 1804 | I E C, I C, C                                           |                                                                                                 |
| Samuel Gottlieb Helbig    | 1804 | 1813 | S G H, H                                                |                                                                                                 |
| Johann Gotthelf Studer    | 1812 | 1832 | I G S, G S, S                                           | 1816 Einführung der Ringprägung für Taler                                                       |
| Johann Georg Grohmann     | 1833 | 1844 | G                                                       | vom 29. März 1832 bis 24. August 1833 noch mit Münzmeisterzeichen S                             |
| Gustav Theodor Fischer    | 1845 | 1860 | F                                                       | ab 1859 Ringprägung für sämtliche Nominale                                                      |
| Gustav Julius Buschick    | 1860 | 1887 | B                                                       | seit 1872 Münzzeichen E, 1887 nach Muldenhütten verlegt                                         |

## Münzgraveure der Münzstätte Dresden (unvollständig)

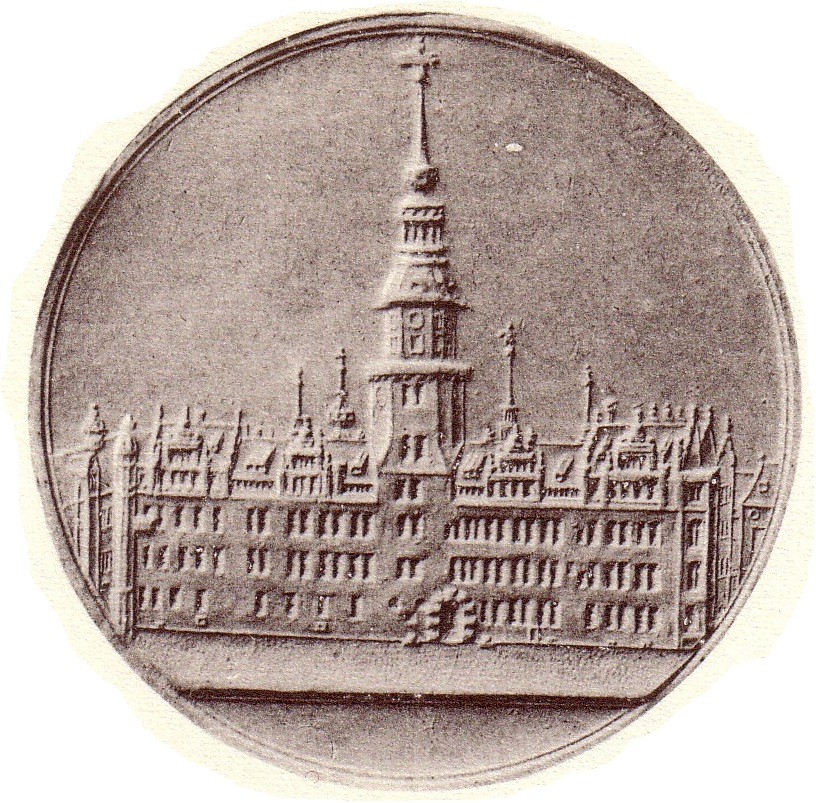
Medaille 1676 von Dürr und Omeis, auf die Vollendung der Erhöhung des mit einem Glockenspiel ausgestatteten Dresdner Schlossturms

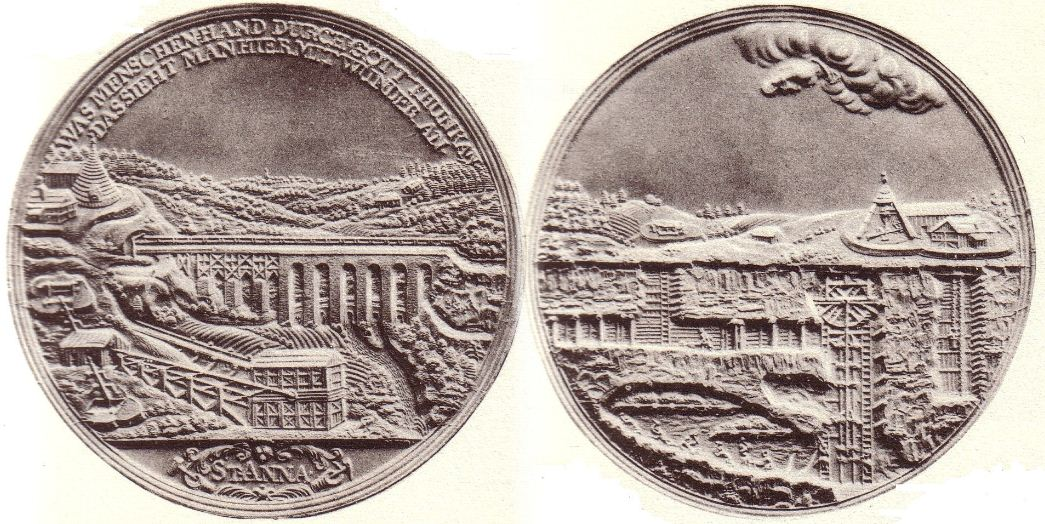
Medaille 1690 von Omeis, zur Ausbeutezahlung an die Gewerken der Fundgrube St. Anna. Auf der Vorderseite die Altväter-Wasserleitung in Halsbrücke, auf der Rückseite die Grube St. Anna

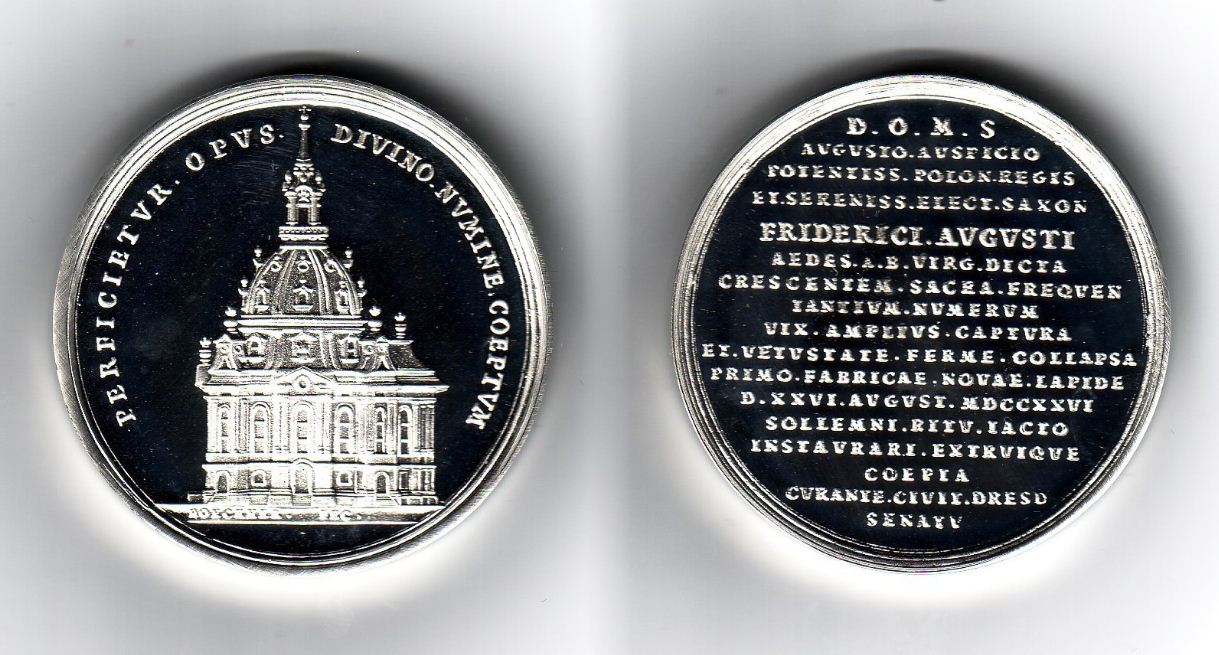
Medaille 1726 von J. W. Höckner, auf die Grundsteinlegung der Frauenkirche Dresden. (Replik)

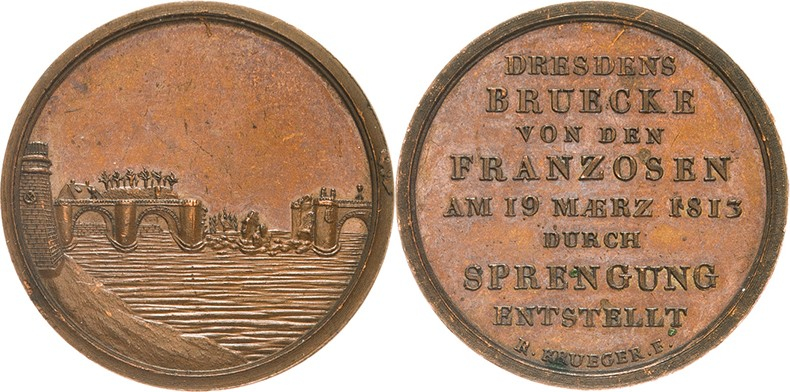
Medaille 1813 von C.R. Krüger. Sprengung der Augustusbrücke in Dresden am 19. März.

Die Münzgraveure waren auch als Medailleure tätig. Ihre Signaturen können für die zeitliche Einordnung undatierter Medaillen von Bedeutung sein.
Medailleure, die nicht als Münzgraveure tätig waren, sind hier nicht erfasst.
| Münzgraveure                      | von          | bis       | Lebensdaten    | Signatur                          | Bemerkung                                              |
| --------------------------------- | ------------ | --------- | -------------- | --------------------------------- | ------------------------------------------------------ |
| Kilian Prager der Ältere          | 1582 erwähnt |           |                |                                   |                                                        |
| Wendel unter der Linde            | 1585         | 1592      |                |                                   |                                                        |
| Kilian Prager der Jüngere         | 1592         | nach 1601 |                |                                   |                                                        |
| Tobias Wolf (auch Wolff)          | vor 1586     | nach 1601 |                | TW (Monogramm)                    |                                                        |
| Heinrich von Rehnen               | 1605         | 1624      | † 1633         | H. V. R.                          | war Münzmeister, Münzgraveur und Medailleur            |
| Herbart von Lünen (Lynen)         | etwa 1605    | etwa 1626 |                | H. V. L., H. V. L. F. (fecit)     | arbeitete unter Heinrich von Rehnen                    |
| Ruprecht Niclas Kitzkatz          | 1616         | 1633      |                | R. N. K., Monogramm               |                                                        |
| Paul Walter (Walther)             | 1633         | 1654      |                | P. W.                             |                                                        |
| Johann Caspar Höckner             | 1654         | 1671      | * 1629, † 1671 | IC. H. (IC als Monogramm), H.     |                                                        |
| Ernst Caspar Dürr                 | 1671         | 1681      |                | E. C. D.                          | D. O. bei gemeinschaftlicher Arbeit von Dürr und Omeis |
| Martin Heinrich Omeis             | 1671         | 1703      | * 1650, † 1703 | O. f. (fecit), MHO, OM, Monogramm | D. O. bei gemeinschaftlicher Arbeit von Dürr und Omeis |
| Pieler                            | etwa 1681    |           |                |                                   |                                                        |
| Johann Wilhelm Höckner            | 1702         | 1749      |                | HOECKNER                          |                                                        |
| Johann Friedrich Stieler          | 1756         | 1790      | * 1729, † 1790 | St, S für Leipzig                 |                                                        |
| Carl Christian Pribus             | vor 1763     | 1787      | † 1787         | P für Leipzig                     |                                                        |
| Friedrich Heinrich Krüger         | 1787         | 1805      | * 1749, † 1815 | F. H. KRÜGER                      |                                                        |
| Christian Joseph Krüger           | 1790         | 1814      | * 1759, † 1814 | KR.                               |                                                        |
| Johann Veit Stadelmann            | (1814) 1817  | 1824      |                |                                   |                                                        |
| Karl (Carl) Reinhard Krüger       | (1814) 1817  | 1857      | * 1794, † 1874 | C. R. KRÜGER, KRÜGER, R. K.       |                                                        |
| Friedrich Anton König             | 1824         | 1844      | * 1794, † 1844 |                                   |                                                        |
| Karl Christian Friedrich Ulbricht | (1846) 1848  | 1860      |                |                                   |                                                        |
| Ernst Wilhelm Ulbricht            | (1857) 1861  | 1864      |                |                                   |                                                        |
| Alois Stanger                     | 1864         | 1868      | * 1836, † 1870 |                                   |                                                        |
| Max Barduleck                     | (1865) 1871  | 1911      | * 1846, † 1923 | M. BARDULECK, M.B.                | 1865 bis 1870 als Gehilfe, ab 1886 für Muldenhütten    |